# Skalka u Velimi
Přírodní památka Skalka u Velimi byla vyhlášena v roce 1987. Důvodem ochrany je mimořádně bohaté naleziště druhohorní mořské fauny s ojedinělým zachováním. Jde o bývalý jámový lom na amfibolit, v současnosti je částečně zatopen a částečně slouží jako složiště a drtírna štěrku.